# Секретное шоу
Секретное шоу (англ. The Secret Show) — английский приключенческий юмористический мультсериал, состоящий из 52 серий в двух сезонах (26+26). Сериал дебютировал 16 сентября 2006 года во время TMi на BBC Two. Он дебютировал в Америке на Nicktoons Network 20 января 2007., а затем был удалён 29 ноября 2010 г. Он также транслировался на CBBC, BBC One., Jetix Latin America, Disney Channel Germany, ABC11, Nickelodeon, BBC Kids, Teletoon +, MBC3, 2x2, Disney Channel Latin America, N1, TVB Pearl, RTÉ2 (как часть линейка детских программ сети The Den), BFBS (показана в детской программе-обертке Room 785), Kids Central, CCN TV6 (сериал транслируется в мультипликационной линейке канала TV6 Cartoon Express) и TSR 2.

## Сюжет
В мультсериале показаны приключения двух спецагентов из секретной организации «U.Z.Z.» («М. Ы.») Виктора Вольта и Аниты Найт. Практически в каждой серии им приходится спасать свою страну, мир, или даже всю Вселенную от происков могущественных и необычных врагов. В этом им по мере возможности помогают их шеф Чьё-Имя-Меняется-Каждый-День, старший агент Рэй Рокет, специалист по техническому обеспечению профессор Профессор и несколько безымянных агентов-соратников. Основной противник благородных агентов — организация «T.H.E.M.» («О. Н. И.») под руководством доктора Доктора. Доктор Доктор намеревается захватить мир, у нее есть собственная крутая команда агентов под названием «Неудержимые». Однако, в некоторых эпизодах есть другой набор врагов, таких как подземные виды самозванцев и рептогаторов, космический инопланетянин Floaty Heads или няня Changed Daily в детстве, у которой есть собственные планы мирового господства.

## Особенности мультсериала
- Каждая серия мультсериала начинается не как Секретное шоу, а как «Шоу пушистых крольчат» (The Fluffy Bunny Show), предназначенное для зрителей самого маленького возраста. Миленькая Маленькая Бабушка (Sweet Little Granny) сидящая в кресле-качалке, здоровается со зрителями, потом играет на банджо, поёт детскую песенку, шесть розовых крольчат весело прыгают под её музыку. Сразу после этого её с кроликами каким-либо образом убирают с экрана, к неудовольству Бабушки, а «человек в чёрном», уточнив ситуацию у невидимых собеседников, говорит в мини-микрофон «Всё чисто. Запускайте Секретное шоу». Способы «освобождения эфира» в каждом эпизоде различны, в одной из серий даже появился Дедушка (эпизод 2-04), который оказал мощное сопротивление «людям в чёрном». Эта забавная прелюдия часто опускается при трансляции в США. Розовые кролики в течение эпизода раз или два появляются в самом необычном месте повествования.
- В мультсериале часто используются гипертрофированные, заведомо нереальные явления: огромные летающие мозги, гонки на Биг-Бене и Эйфелевой башне по воздуху и т. п.
- Агенты U.Z.Z. перемещаются на воздушных мотоциклах (Skybike), это их штатное средство передвижения. У всех агентов они синие, у Аниты — зелёный, у Виктора — фиолетовый. Скайбайк внешне напоминает гидроцикл, летает во всех направлениях, обладает способностью к вертикальному взлёту/посадке, выдвижным шасси. Также мотоцикл оборудован такими приспособлениями, как лазерная пушка, выдвижной стеклянный колпак для путешествий под водой и в открытом космосе, манипуляторы-когти и магниты.
- Во многих эпизодах есть запечатанный оранжевый цилиндр, известный только как «Секретная Вещь». Неизвестно, что такое Секретная Вещь на самом деле, хотя в одном из эпизодов Доктор Доктор крадет её, однако украденное оказывается подделкой, наполненной конфетти. Даже когда это не главное в эпизоде, Тайная Вещь всегда присутствует, наполовину высовываясь откуда-то.
- В каждом эпизоде также есть робот-паук, поднимающийся по стене, и четырёхзначный код, который можно ввести на веб-сайте Secret Show, чтобы разблокировать дополнительные возможности.

## Персонажи

### Положительные и нейтральные
Виктор Вольт (Victor Volt) — первый главный герой шоу, напарник Аниты Найт. Носит синий спецкостюм, воздушный мотоцикл — фиолетовый. Ребячлив, легкомыслен, из-за чего с напарницей часто попадает в неприятности, из которых их приходится выручать другим сотрудникам U.Z.Z. Вегетарианец (единственный вегетарианец в М. Ы., который не ест рыбу), является «чемпионом девятого класса по прыжкам с камнями». Озвучен Аланом Марриоттом. (В дубляже Олег Вирозуб)
Анита Найт (Anita Knight) — вторая главная героиня шоу. Стройная рыжеволосая девушка, носит фиолетовый спецкостюм. Воздушный мотоцикл — зелёный. Напарница Виктора Вольта, часто выручает его из безнадёжных ситуаций. Имеет дружелюбный характер и всегда ответственно относится к заданиям. У Аниты аллергия на морскую воду, в которой у нее вырастает хвост русалки (по неизвестным причинам). Озвучена Кейт Харбор. (В дубляже Мария Овчинникова)
Профессор Профессор (Professor Professor) — гениальный немецкий учёный, снабжающий Виктора и Аниту своими самыми последними спец. разработками, призванными помочь им в борьбе со злом. Имеет, наряду с ними, высшую степень доверия в организации: в спецзале всегда собираются лишь четверо — он, Виктор, Анита и Чьё-Имя-Меняется-Каждый-День. Его родители всегда хотели, чтобы в семье был профессор, поэтому они назвали его Профессором, а когда он стал профессором в U.Z.Z., его стали звать профессором Профессором. В каждой серии говорит: «Виктор, вы ещё живы»? В некоторых сериях говорит по нескольку раз. Профессор Профессор практически лыс, носит очки с толстыми линзами в красной оправе, говорит с сильным немецким акцентом. Многие его изобретения действительно великолепны, хотя, бывает, и ведут себя не как планировалось, что сам Профессор объясняет недостатком времени на испытания. В детстве учился в одном классе с главным противником U.Z.Z. доктором Доктором. Имеет брата маэстро Маэстро; в сериале также появляется его мать, которую зовут фрау Фрау. Озвучен Робом Рэкстро. (В дубляже Дмитрий Филимонов)
Чьё-Имя-Меняется-Каждый-День (Changed Daily) — шеф организации U.Z.Z., непосредственный начальник Виктора, Аниты и Профессора. Его настоящее имя почти никому неизвестно, так как «в целях безопасности и секретности оно меняется ежедневно». Это — регулярная шутка мультсериала: в начале каждого эпизода шеф доводит до троицы своё имя на сегодняшний день. Всегда это оказывается смешное слово, чаще даже словосочетание (например, Разносчик бородавок или Изящный попокрут), причём сам он не знает его до момента получения на свой мобильный телефон. Это всегда вызывает смех у Виктора, Аниты и Профессора, и печаль у самого́ шефа. В течение эпизода все они с подчёркнутым удовольствием называют своего шефа текущим именем. Анита помнит его ещё рядовым агентом, и потому знает его настоящее имя, но никому не говорит. Одет всегда в безупречный классический костюм, носит шикарные усы, говорит с подчёркнуто английским акцентом. В одной из серий все узнают от его няни, что ещё в детском саду дети придумывали ему смешные прозвища. Где бы он ни был, рядом с ним всегда оказывается камин. Озвучен Китом Уикхэмом. (В дубляже Денис Безпалый)
Старший агент Рэй Рокет (Ray Rocket) — регулярно прикрывает Виктора и Аниту на их заданиях, часто появляется на заднем плане, всегда в заставке просит Бабушку «освободить эфир». Носит, как и шеф, строгий костюм, чёрные очки, гарнитуру Hands-free в левом ухе. Вегетарианец, имеет племянника по имени Рой. Озвучен Мартином Хайдером.
Мировой лидер (The World Leader) — некая дама, руководящая всем миром и потому являющаяся частой мишенью для всевозможных злодеев. Её речь неразборчива, лишь её муж может «перевести», что она говорит. На официальном сайте мультсериала утверждается, что она говорит на «древнеацтекском языке».
Ковальски (Kowalski) — девушка из Польши. В 1 серии появляется в массовке, выделяется только тем, что она женщина. Потом имеет чуть большую роль в серии Атака Зомби! Также в некоторых сериях идёт одна на какие-то задания, хотя это не показывается. В таких сериях профессор Профессор просит Виктора и Аниту спасти Ковальски.
Стейси Стерн (Stacey Stern) — журналистка, освещающая деятельность U.Z.Z. Её коронной фразой является «Вы можете быть кем хотите, а я — Стейси Стерн!» (You may be you, but I’m Stacy Stern!).
Милая маленькая бабушка (Sweet Little Granny) — ведущая «Шоу пушистых крольчат», которое разыгрывается до того, как «Секретное шоу» «украдет» свое время для телевидения. Она замужем за Миленьким Старым Дедушкой, который однажды вел «Шоу пушистых крольчат», когда Миленькой Маленькой Бабушке делали операцию по замене шейки бедра. Когда она дебютировала в The Fluffy Bunny Show, она была известна как Sweet Little Girl, а в день своего дебюта Changed Daily возглавил команду U.Z.Z. агентов, чтобы украсть временной интервал, как это делает в настоящее время Специальный агент Рэй. Голос: Кейт Харбор

### Отрицательные
Доктор Доктор (Doctor Doctor) — руководитель организации T.H.E.M — The Horrible Evil Menace (Угроза Ужасного Зла), главный противник U.Z.Z. Командует отрядом злодеев, одетых в шлемы, напоминающие бильярдные шары. Умеет танцевать танго.
Импосторы (Двойники) (The Impostors) — весьма опасные существа, живущие на глубине в 90 миль под поверхностью Земли. Любят холод, имеют аллергию на пингвинов. Без своих костюмов выглядят небольшими одноглазыми чудны́ми зверушками, но умеют значительно увеличивать свой размер. Говорят на непонятном языке. Их предводитель — Красный Глаз (Red Eye).
Рептогаторы (The Reptogators) — невероятно глупые существа, живущие на глубине в 60 миль под поверхностью Земли. Приобретают разум, высасывая «мозговые волны» других существ. Могут передвигаться со скоростью 83 мили в час. Анита и Виктор имеют приспособления, звуком предупреждающие об их приближении.
Летающие головы (The Floaty Heads) — пришельцы с планеты Забулон-3 (Zabulon III). Форма жизни, у которой гелий наполняет головы, заставляя их летать. Их лидер — 12-летний принц Спонг (Prince Spong), ненавидящий лично Виктора и Чьё-Имя-Меняется-Каждый-День. Людей называют «приклеенными головами» (Sticky Heads). Сестра Спонга, принцесса Пинг (Princess Ping), была влюблена в Виктора. Когда Го́ловы приближаются, слышен леденящий кровь звон.
Повар (Cook) — злодей, который пытался запечь Аниту в пироге, но потерпел неудачу. Его левая рука — взбивалка для яиц, которую он называет мистером Виском.

## Эпизоды[4][5]

### Сезон 1
1. 20.01.07. «The Secret Thing/Who Stole Switzerland?»
2. 27.01.07. «Booger Ball/Wedgie Attack!»
3. 03.02.07. «Commando Babies/Bad Hair Day!»
4. 17.02.07. «And Thats for Helsinki/The Ball of Spong»
5. 03.03.07. «Destination Sun/The Secret Room»
6. 24.03.07. «Alien Attack!/Mirror, Mirror»
7. 07.04.07. «Dr. Hypno Returns Again!/Secret Sleep»
8. 21.04.07. «Super-Vic!/The Thing That Goes Ping»
9. 28.04.07. «Return of the Killer Toothbrush/Reptogator Attack!»
10. 12.05.07. «Mr. Atom/When Good Food Goes Bad»

### Сезон 2
1. 07.01.07. «Impostor Attack!/Secret Spider»
2. 07.08.07. «Lucky Leo/Zombie Attack!»
3. 15.07.07. «Flick the Switch/Giant Brain of Terror!»
4. 27.07.07. «You’re History/A Purrfect Villain»
5. 05.08.07. «Imposting the Impostors/Ammonities Rule!»
6. 12.08.07. «Victor of the Future/Monument Racers»
7. 01.09.07. «The Z-Ray Goggles of Power/Catch the Birdman»
8. 10.11.07. «A Hairy Scary World/Mission to Monkey Nut Island»
9. 02.12.07. «Secret Santa/Rise of the Floaty-Heads»
10. 23.02.08. «World Anthem/It’s a Hamster World»